# Andreas Schneppe
Andreas Schneppe (* 29. Juli 1961) ist ein deutscher Filmproduzent.

## Leben
Mit dem 1995 veröffentlichten Fernsehfilm Ärztin in Angst debütierte Andreas Schneppe als Filmproduzent. Seit 2007 ist er für die beiden Filmproduktionsfirmen TV60Filmproduktion und Goldkind Filmproduktion als Filmproduzent tätig, wobei er unter anderem Filme wie Die Sache mit dem Glück, Und dennoch lieben wir und Gestern waren wir Fremde produzierte.

## Filmografie (Auswahl)
- 1995: Ärztin in Angst
- 1999: Schlaraffenland
- 2001: Mondscheintarif
- 2003: Beach Boys – Rette sich wer kann
- 2004: Männer wie wir
- 2005: Vorsicht Schwiegermutter!
- 2007: In jeder Sekunde
- 2008: Die Sache mit dem Glück
- 2011: Und dennoch lieben wir
- 2012: Gestern waren wir Fremde
- seit 2013: München Mord Reihe
  - 2013: Wir sind die Neuen
  - 2014: Die Hölle bin ich
  - 2016: Kein Mensch, kein Problem
  - 2016: Wo bist Du, Feigling?
  - 2017: Einer, der’s geschafft hat
  - 2017: Auf der Straße, nachts, allein
  - 2018: Die ganze Stadt ein Depp
  - 2019: Leben und Sterben in Schwabing
- 2014: Die Frau aus dem Moor
- 2014: Storno – Todsicher versichert
- 2015: Schwarzach 23 und die Hand des Todes
- 2015: Leben aus dem Koffer
- 2015: Shalom Berlin
- 2016: Der Tel-Aviv-Krimi – Shiv'a
- 2016: Wo bist Du, Feigling?
- 2017: Tod im Internat
- 2021: Geliefert